# SunOS
SunOS — це операційна система Unix, розроблена компанією Sun Microsystems для своїх робочих станцій і серверних комп'ютерних систем. Як правило, назва SunOS використовується тільки для позначення версій 1.0 — 4.1.4, які базувалися на BSD, тоді як версії 5.0 та подальші базуються на UNIX System V Release 4, і продавалися під торговою маркою Solaris .

## Історія
| Версія SunOS    | Дата випуску  | кодова база                       | Опис |
| --------------- | ------------- | --------------------------------- | --- |
| Sun UNIX 0.7    | 1982          | UniSoft UNIX v7                   | В комплекті з системами Sun-1 на основі 68000. Без віконної системи. |
| SunOS 1.0       | Листопад 1983 | 4.1BSD                            | Підтримуються системами Sun-1 і Sun-2 на основі процесорів 68010. Предсталено Sun Windowing System. |
| SunOS 1.1       | Квітень 1984  | 4.1BSD                            | |
| SunOS 1.2       | Січень 1985   | 4.1BSD                            | |
| SunOS 2.0       | Травень 1985  | 4.2BSD                            | Введено протоколи NFS, Yellow Pages (YP), розподілену інформаційну систему мережі, виклик віддалених процедур (RPC)/представлення зовнішніх даних (XDR) і рівень віртуальної файлової системи (VFS) з використанням vnodes. Випуск збігся із процесором 68020, він став основою для систем Sun-3. |
| SunOS 3.0       | Лютий 1986 р. | 4.2BSD + System V IPC             | Додатково магнітні стрічки System V пропонують утиліти та бібліотеки розробки. |
| SunOS 3.2       | Вересень 1986 | Те ж, що і 3.0, плюс деякі 4.3BSD | Перша підтримка серії Sun-4 |
| SunOS 3.5       | Січень 1988   | Те ж, що і 3.0, плюс деякі 4.3BSD | |
| SunOS 4.0       | Грудень 1988  | 4.3BSD з System V IPC             | Нова система віртуальної пам'яті, динамічного лінкування, автоматичного монтування, STREAMS System V I/O. Підтримка процесорів Sun386i. |
| Sun386i         | Грудень 1988  | 4.3BSD з System V IPC             | |
| SunOS 4.0.2     | Вересень 1989 | 4.3BSD з System V IPC             | Тільки процесори Sun386i |
| SunOS 4.0.3     | Травень 1989  | 4.3BSD з System V IPC             | |
| SunOS 4.0.3c    | Червень 1989  | 4.3BSD з System V IPC             | SPARCstation 1(Sun-4c) |
| SunOS 4.1       | Березень 1990 | 4.3BSD з System V IPC             | |
| SunOS 4.1e      | Квітень 1991  | 4.3BSD з System V IPC             | Тільки для Sun-4e |
| SunOS 4.1.1     | Березень 1990 | 4.3BSD з System V IPC             | В комплекті з OpenWindows 2.0 |
| SunOS 4.1.1B    | Лютий 1991    | 4.3BSD з System V IPC             | |
| SunOS 4.1.1.1   | Липень 1991   | 4.3BSD з System V IPC             | |
| SunOS 4.1.1_U1  | Листопад 1991 | 4.3BSD з System V IPC             | Тільки для систем Sun-3/3x |
| SunOS 4.1.2     | Грудень 1991  | 4.3BSD з System V IPC             | Підтримка багатопроцесорних систем (SPARCserver 600MP); перший випуск тільки на CD-ROM. |
| SunOS 4.1.3     | Серпень 1992  | 4.3BSD з System V IPC             | |
| SunOS 4.1.3C    | Листопад 1993 | 4.3BSD з System V IPC             | Лише для SPARCclassic/SPARCstation LX |
| SunOS 4.1.3_U1  | Грудень 1993  | 4.3BSD з System V IPC             | |
| SunOS 4.1.3_U1B | Лютий 1994    | 4.3BSD з System V IPC             | Найбільш ранній випуск, для якого доступні патчі відповідності Y2K |
| SunOS 4.1.4     | Листопад 1994 | 4.3BSD з System V IPC             | Останній випуск SunOS 4 |
| SunOS 5.x       | Червень 1992  | SVR4                              | Дивіться статтю Solaris . |

Операційна система SunOS 1 підтримувалася тільки системами серії Sun-2 , а також системами Sun-1, з оновленими процесорами Sun-2 (68010). SunOS 2 підтримувалися системами серії Sun-2 і Sun-3 (68020). Операційна система SunOS 4 могла функціонувати на системах Sun-2 (до випуску 4.0.3), Sun-3 (до випуску 4.1.1), Sun386i (4.0, 4.0.1 і 4.0.2) і Sun-4 (на процесорах SPARC). Хоча SunOS 4 була призначена для того, щоб бути першим релізом, який буде повністю підтримувати нові SPARC-процесори від Sun, випуск SunOS 3.2 також був із попередньою підтримкою систем Sun-4.
У релізі SunOS 4.1.2 впровадили підтримку перших Sun4m- архітектурних багатопроцесорних машин Sun (серія SPARCserver 600MP); попри це, системи мали лише одне заблоковане ядро, в ядрі може виконуватися лише один процесор.
Останній випуск операційної системи SunOS 4 був 4.1.4 (Solaris 1.1.2) у 1994 році. Підтримувалися архітектури sun4 , sun4c і sun4m у випуску 4.1.4; архітектура sun4d не підтримувалася.
Корпорація Sun продовжувала поширювати ОС SunOS 4.1.3 і 4.1.4 до 27 грудня 1998 року; вони підтримувалися до 30 вересня 2003 року.

## «SunOS» і «Solaris»

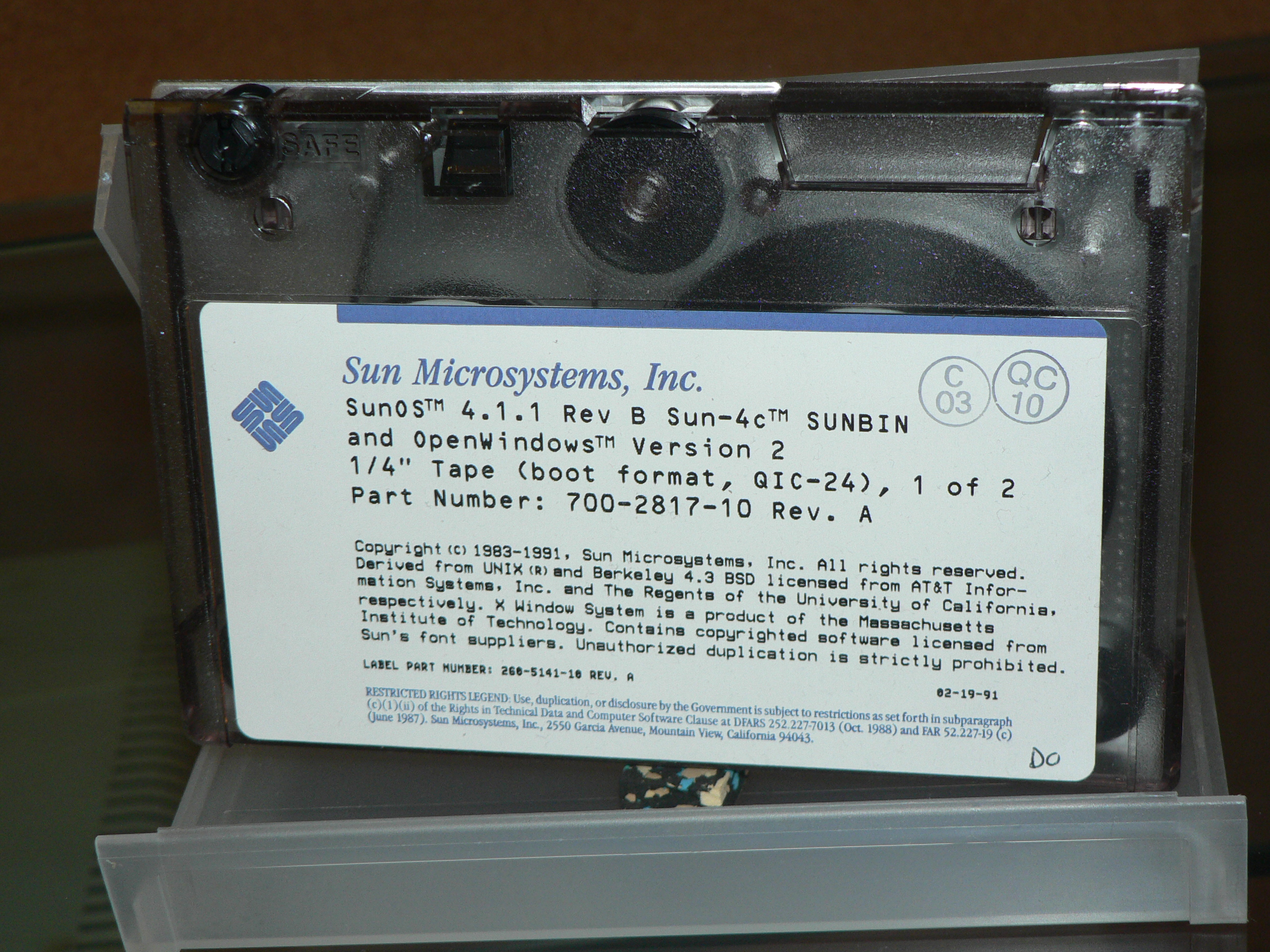
SunOS 4.1.1 на магнітній стрічці.

У 1987 році корпорація AT&amp;T і Sun оголосили про співпрацю над проектом по об'єднанню найпопулярніших Unix систем на ринку того часу: BSD (включаючи багато функцій, які тоді були унікальні для SunOS), System V і Xenix. Новоутворена система мала називатися System V Release 4 (SVR4).
4 вересня 1991 року компанія Sun оголосила, що її наступний основний випуск ОС переключиться з системи, основаної на BSD, на основу SVR4. Хоча внутрішнє позначення цього випуску малдо бути SunOS 5, але з цього випуску Sun почали використовувати маркетингову назву Solaris . Обґрунтуванням цього «нововведення» було те, що нова операційна система містила не тільки SunOS основу, а й робоче середовище OpenWindows і функціонал Open Network Computing (ONC).
Незважаючи на те, що нова ОС на базі SVR4 не повинна була поставлятися на ринок до наступного року, Sun негайно почала використовувати нове ім'я Solaris для посилання на поточну версію SunOS 4 (яка також вже включала OpenWindows). Таким чином, SunOS 4.1.1 була перейменована у Solaris 1,0; а SunOS 5.0 буде вважатися частиною Solaris 2.0. Випуски мікроверсій SunOS 4.1.x продовжували випускатися до 1994 року, і кожному з них також було надано еквівалентну назву Solaris. На практиці клієнти і навіть працівники Sun часто згадували про їх імена відповідно до йменування SunOS. Узгодження номерів версій не було простим:
| Версія SunOS         | Версія Solaris    | Версія OpenWindows |
| -------------------- | ----------------- | ------------------ |
| 4.1.1 4.1.1B 4.1.1.1 | 1.0               | 2.0                |
| 4.1.2                | 1.0.1             | 2.0                |
| 4.1.3                | 1.1 SMCC версії A | 3.0                |
| 4.1.3C               | 1.1C              | 3.0                |
| 4.1.3_U1             | 1.1.1             | 3.0_U1             |
| 4.1.3_U1B            | 1.1.1B            | 3.0_U1B            |
| 4.1.4                | 1.1.2             | 3.0_414            |

На сьогодні SunOS 5 є універсально відомою як Solaris, хоча ім'я SunOS все ще відображається в середині самої ОС: у банері запуску, при виведення команди uname, на нижніх колонтитулах сторінки man, а також серед інших місць.
Відповідність SunOS випуску 5.x до відповідної маркетингової назви Solaris проста: кожна назва випуску Solaris включає відповідні незначні номери версій SunOS 5. Наприклад, Solaris 2.4 включає SunOS 5.4. Є один маленький момент: після Solaris 2.6, число «2.» було вилучено з імені Solaris, а у нумерації SunOS незначний номер з'являється сам по собі. Останній випуск Solaris називається Solaris 11 і включає SunOS 5.11.

## Користувацький інтерфейс
Середовища GUI, які входили до попередніх версій SunOS, включали інструменти SunTools (пізніше SunView) і NeWS. У 1989 році Sun випустила OpenWindows, середовище на базі X11 сумісне із OPEN LOOK, яке також підтримувало SunView і NeWS. Це стало типовим графічним користувацьким інтерфейсом SunOS у версії SunOS 4.1.1.